# Tahin-pekmez
Tahin-pekmez o Tahinli pekmez (tahina amb pekmez en turc) és un plat d'esmorzar a la cuina turca. Es fa barrejant la tahina amb el pekmez i es menja untant sobre el pa. La proporció de la barreja és dues parts de tahina i una part de pekmez. Tahin-pekmez té profundes arrels en la cuina turca i es menja especialment a l'hivern.